# نیکولسکی (شهرستان بیرسکی، باشقیرستان)
نیکولسکی (انگلیسی: Nikolsky, Birsk, Republic of Bashkortostan) یک شهرک در شهرستان بیرسکی باشقیرستان کشور روسیه است.